# Erich Federschmidt
Erich Herman Federschmidt (* 14. Juni 1895 in Philadelphia; † Februar 1962 in Martin County) war ein US-amerikanischer Rudersportler.
Erich Federschmidt war der jüngere aber größere Bruder von Franz Federschmidt, mit dem er für den Pennsylvania Barge Club antrat. Ihre Eltern waren deutsche Auswanderer. Beide Brüder begannen 1916 mit dem Rudern, mussten aber ihre sportliche Karriere wegen der Einberufung in die US-Streitkräfte und der Teilnahme am Ersten Weltkrieg unterbrechen. Erich diente beim Sanitätsdienst der Streitkräfte und konnte in den drei Jahren bis 1920 nicht rudern. Erst 1920 begann er wie sein Bruder wieder mit dem Rudern. Sie qualifizierten sich mit ihren Klubkameraden Kenneth Myers und Carl Klose für die Olympischen Sommerspiele 1920 in Antwerpen. Dort stieß der Steuermann Sherman Clark zu ihnen. Im Vierer mit Steuermann unterlagen sie nur der Mannschaft aus der Schweiz und gewannen die Silbermedaille. Nach den Spielen wechselten die Brüder zum Undine Barge Club. Erich beendete jedoch kurz nach dem Wechsel seine Karriere.